# 海-埃兰条约
海伊-埃兰条约是1903年1月22日由美国国务卿海约翰和哥伦比亚的托马斯·埃兰签署的条约。3月14日，美国参议院通过該條約，但哥伦比亚共和国参议院未批准該條約，所以該條約並未生效。根據該條約，巴拿馬运河两岸各3英里以内的地方借給美国，期限为100年。美国要一次性支付1000万美元給哥伦比亚。